# コト戦争
コト戦争（スペイン語：Guerra de Coto）は、1921年2月21日から3月5日にかけてパナマとコスタリカの間で起こった紛争である。エクトル・ズニガ・モラ大佐が率いるコスタリカ遠征軍が、コト川沿いの集落、プエブロ・ヌエボ・デ・コトを占領したことがきっかけで起こりました。当時、この集落はパナマのチリキ県アランヘ地区に属していた。ズニガは、コスタリカとパナマの間に明確な国境がないことを理由に、この侵攻を正当化した。この出来事は、コスタリカとパナマの両方でナショナリズムに火をつけた。
コスタリカの首都サンホセとその他の地域では、パナマ軍と戦うために義勇軍と正規軍が組織された。パナマでは、特にチリキで武装集団が組織され、コスタリカ軍を撃退することができた。戦争は北のボカス・デル・トロ県に移り、コスタリカはパナマ軍を急襲し、それ以上の抵抗なく進攻した。
パナマは軍事的には勝利したが、バナナ会社の利益を守るために紛争を止めるために思い切った手段をとったアメリカの圧力により、コトの領土を放棄せざるを得なくなった。

## 背景
パナマとコスタリカの国境は、植民地時代からよく定義されていなかった。1573年、スペインのフェリペ2世は、ディエゴ・デ・アルテサ・イ・キリーノス船長と契約を結びました。この契約で、彼はコスタリカとの北の境界線が「ベラグア州（パナマの西）までの陸地全て」に及ぶと定めましたが、当時ベラグア州の境界は明確に定義されておらず、時間の経過とともにこの領土の長さも変化した。また、ホンジュラスとニカラグアの間にあるグラシアス・ア・ディオス岬を南北アメリカの領土の限界として言及することもあった。
1821年以降、パナマ地峡は大コロンビアに加わることを決定した。1836年にいわゆる「コロンビアの簒奪」があり、コロンビアは現在のボカス・デル・トロの領土を占領したが、コスタリカはそれに対して何もすることが出来なかった。1856年、1865年、1873年に国境条約が結ばれたが、両国の政府によって批准されることはなかった。1880年、コロンビアはコカレス・デ・ブリカを占領した。このため、1880年12月25日、コスタリカとコロンビアの代表は、この境界画定に関する仲裁をスペインのアルフォンソ12世に提出することを決定したが、この条約はコロンビアに拒否された。
1886年、ボゴタにおいて、当時のフランス大統領が仲裁にあたって新しい条約が結ばれた。1900年9月11日、ルベの判決が出されたが、コスタリカはこれを受け入れなかった。なぜなら、この判決はコスタリカに損害を与え、コロンビアにさらに係争地を認めるものだったからである。
1905年、パナマがコロンビア領から分離した後、パナマの新政府との条約締結が試みられたが、同政府の批准は得られなかった。1914年、新たな交渉が行われ、そこではアメリカ司法長官によって仲裁が行われた。この判決はコスタリカに有利であったため、パナマ政府はこの決議に不満であった。こうして、戦争が始まるまでの長い間、現状が維持された。

## 戦闘
戦争は2つの場所に分かれて行われた。最初の場所は、太平洋岸にあるプエブロ・ヌエボ・デ・コトとコト川周辺であった。この地域では、コスタリカ軍は敗北し、第二の場所は大西洋岸、ボカス・デル・トロ州の西側であったが、戦闘が起きることなく、コスタリカ軍が勝利を収めた。
2月22日、フアンBグリマルド大尉、フランシスコ・ベニテス中尉、ホアキン・アマヤ少尉が指揮するパナマ軍は、ダビッドから50～60人の警察官とともに列車でラコンセプシオンへ出発し、その後ラ・ピタ、ディバラ、プログレソへと続き、徒歩でコトへ移動した。またチリ人は、コンセプシオンから列車が戻ると出発するダビッド義勇軍第一中隊をダビッドで組織し、ラウレアノ・ガスカ大佐の指揮の下、「ブガバの13人の義勇軍」と呼ばれる部隊をラ・コンセプシオンから出発させた。
国内では、クーデターを恐れて1904年にエステバン・ウエルタス将軍が指揮するパナマ軍が解散したことと、米国当局から長距離兵器の納入を要求されたことの2つの理由から、兵器の入手に深刻な問題があった。これは1915年に実現したが、ベリサリオ・ポラス大統領は大統領府の建物に50丁の小銃とそれぞれの弾薬を密かに保管していたので、この武器庫と他の武器を持って、ポラス大統領は無申告戦争のための総動員を命じたのである。大統領は、チリキに出動する警察部隊の長にマヌエル・キンテーロ・ビジャレアル将軍（千日戦争の経験者）を任命した。
2月23日未明、警官53人と警官4人が、キンテロ将軍の指揮の下、パナマ州知事のロドルフォ・エストリポーと一緒に汽船ベラグアス号でパナマ市のイギリス埠頭を出港した。44時間の横断の後、キンテロ将軍とその部下はラボ・デ・プエルコ（現在のプエルト・アルムエレス）に到着した。キンテーロはそこに作戦本部を設置し、パナマ製糖会社からプログレソ行きの列車に乗った53人の警官を出発させ、コトまで徒歩で進むよう命じた。この部隊は、フスティニアーノ・メヒアス少尉の指揮下にあり、あらゆる手段を使ってコトを奪取するよう命じられた。隊員はそれぞれ、30口径のスプリングフィールド銃と、60発ずつ装填できる2本のトリミング銃で武装していた。
いくつかの川や沼地などの障害物を徒歩で越えた後、53人の警察官と将校は、2月26日にラガルト川で落ち合った。警察官はダビッドから、13人の義勇兵らはブガバからやってきて、マチェテと2つの散弾銃を装備していた。全員がメヒアスの指揮下にあった。全員が 2 月 27 日の夜明けにコトに到着した。
パナマ人が命令を実行するために組織している間に、この地を視察していた2人のコスタリカ人が捕らえられた。驚いたことに、一人はコスタリカ遠征隊長ズニガ・モラ大佐、もう一人はダニエル・ゴンサレス大佐であることが判明し、二人とも、狩猟をしていたと断言した。メヒアスはズニガ・モラに分遣隊の降伏を要求したが、コスタリカの遠征隊に選択の余地はなかった。パナマ軍は無戦闘でコトを取り戻し、ティコ族を捕虜にし、さらにライフルと弾薬で増援していた。
メヒアスは、コト川沿いにコスタリカの援軍が到着するのを恐れ、斥候に命じてその場所を探り、歩哨の位置を確認し、森とマングローブの間に陣取った。2月27日の午後、モーターボート「ラ・スルタナ号」がコスタリカ軍を乗せて近づいてきた。彼らは祖国とフリオ・アコスタ大統領を応援し、ズーニガ・モラの分遣隊が彼らを迎えてくれると確信していたのである。ラッパが鳴ると、パナマ兵はライフルで発砲した。数分後、モーターボートは座礁し、乗組員は降伏し、死者5名、負傷者9名、捕虜54名という結果になって戦闘が終了した。負傷者と捕虜は、ラ・スルタナ号でラボ・デ・プエルコに運ばれることが取り決められた。ガイス大佐の指揮するチリ人の一団は、2月28日の朝、船を奪って出発し、目的地に着くまでゴルフォ・ダルセを航行する任務を負った。
3月1日の朝、コスタリカの船「ラ・エストレージャ」が到着し、ラ・スルタナの時と同じような結果になったことを無視した。この戦闘で、27人の死者と多数の負傷者が出て、大量の武器がパナマ人によって捕獲され、ダビデ義勇軍の第一中隊に配給された。
その日の日没に、別の船が到着した。

## その後
3月4日、戦争は予想外の展開を見せた。チリキのチャルコ・アスル湾に戦艦ペンシルバニアが現れ、この地域の市民とアメリカの権益を保護するよう命じたのである。翌3月5日には、砲艦サクラメントも両国の大西洋岸に姿を現した。アメリカは両国に対し、敵対行為の停止と交戦軍の撤退を要求した。他に選択肢はなく、両国の指導者は敵対行為の停止を発表し、それぞれの軍に保持していた陣地を放棄するよう命じた。
ダビデでは、パナマ兵は国民から英雄として迎えられ、首都でもキンテーロ将軍とその部下がポラス大統領と市民から同様の賛辞を受けた。
パナマはアメリカから1914年の白色裁定を受け入れるよう迫られ、コト地域をコスタリカに割譲するよう要求されました。
3月18日、ダヴィッド近郊のペドレガル港で、列車の最後尾の客車が他の客車から外れ、隣の丘の斜面に落下して河口に落下した。客車には乗客が乗っており、また弾薬の入った木箱も多数あった。この事故で4人が死亡し、数人が負傷した。死者には、トマス・アルムエルス大佐、ベンジャミン・ズリタ大佐、アルカディオ・ポルト大尉、フランシスコ・デュラン准尉が含まれ、倒れた弾薬箱に挟まれ溺死した。 負傷者はA.R.ラム大佐とイエブラス大尉であった。